# ميغيل بالادو
ميغيل بالادو (بالإسبانية: Miguel Pallardó)‏ (5 سبتمبر 1986 في ألاكواس في إسبانيا – )؛ هو لاعب كرة قدم كان يلعب كلاعب وسط.

## وصلات خارجية
- ميغيل بالادو على موقع الاتحاد الدولي (مؤرشف)  (الإنجليزية)
- ميغيل بالادو على موقع رابطة كرة القدم اليابانية للمحترفين (اليابانية)
- ميغيل بالادو على موقع قاعدة بيانات كرة القدم.إي يو (الإنجليزية)
- ميغيل بالادو على موقع Soccerbase.com (لاعب) (الإنجليزية)
- ميغيل بالادو على موقع Soccerway.com (الإنجليزية)
- ميغيل بالادو على موقع عالم كرة القدم.نت (الإنجليزية)
- ميغيل بالادو على موقع AS.com (الإسبانية)